# Serafino Belli
Serafino Saverio Belli (Siena, 1772 – Siena, 19 agosto 1831) è stato un architetto e matematico italiano.

## Biografia
Ricordato soprattutto per l'opera compiuta nel campo dell'architettura, fu attivo nella sua città natale ove si occupò del rifacimento di alcuni edifici e sfrutture danneggiati dal terremoto del 1798:
- Palazzo Pieri
- Palazzo Incontri (nel 1802)
- Palazzo Piccolomini Lucarini Bellanti (nel 1804)
- Fonte di Pantaneto (nel 1815)

Si occupò anche nel 1812 del restauro della villa costruita nel 1525 su disegno dell'architetto Baldassarre Peruzzi - sulle rovine del Castello di Belcaro - dal banchiere Crescenzio Turamini.